# 第二次肇慶戰鬥
肇慶戰鬥發生於1923年1月9日，地點則是在中國粵西一帶。是北洋政府時期大型戰鬥之一。肇慶戰鬥的交戰兩方為滇軍及陳炯明所屬粵軍。戰鬥結束後，滇桂聯軍獲勝，粵西被兩軍佔領，陳炯明所屬粵軍退至廣州三水一帶。該戰役亦造成陳炯明下野。

## 參看
- 北洋政府
- 中華民國北洋政府時期內戰戰鬥列表